# Los Ángeles (Texas)
Los Ángeles es un lugar designado por el censo ubicado en el condado de Willacy en el estado estadounidense de Texas. En el Censo de 2010 tenía una población de 121 habitantes y una densidad poblacional de 309,39 personas por km².

## Geografía
Los Ángeles se encuentra ubicado en las coordenadas 26°29′41″N 97°47′11″O / 26.49472, -97.78639. Según la Oficina del Censo de los Estados Unidos, Los Ángeles tiene una superficie total de 0.39 km², de la cual 0.39 km² corresponden a tierra firme y (0%) 0 km² es agua.

## Demografía
Según el censo de 2010, había 121 personas residiendo en Los Ángeles. La densidad de población era de 309,39 hab./km². De los 121 habitantes, Los Ángeles estaba compuesto por el 63.64% blancos, el 9.09% eran afroamericanos, el 0% eran amerindios, el 0% eran asiáticos, el 0% eran isleños del Pacífico, el 27.27% eran de otras razas y el 0% pertenecían a dos o más razas. Del total de la población el 100% eran hispanos o latinos de cualquier raza.